# Ганготри (ледник)

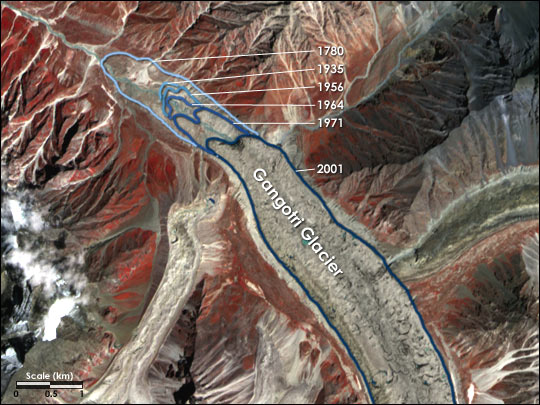
Отступление ледника Ганготри

Ледни́к Ганго́три расположен в округе Уттаркаши индийского штата Уттаракханд, у границы с Китаем. Этот ледник является истоком реки Ганг и одним из крупнейших в Гималаях, его объём составляет около 27 км³. Ледник имеет длину около 30 км и 2— 4 км в ширину. Ледник окружают вершины группы Ганготри, несколько из них известны очень сложными маршрутами восхождения, в частности Шивлинг, Тхалай-Сагар, Меру и Бхагиратхи III. Он истекает в направлении на северо-запад, начинаясь у высочайшей вершины группы, Чаукхамбы.
Нижний конец ледника напоминает рот коровы и называется Гаумукх (Goumukh или Gaumukh, от gou — «корова» и mukh — «лицо»). Гаумукх расположен в 18 км от селения Ганготри и является истоком реки Бхагиратхи, являющейся началом реки Ганг в верхнем течении, до слияния с Алакнандой.
Регион является традиционным местом паломничества индуистов. Купание в ледяных водах у Ганготри считается у них священным ритуалом.
Как и большинство ледников в мире, сейчас Ганготри быстро отступает.